# HD 134064
HD 134064 är en vit stjärna i huvudserien i Björnvaktarens stjärnbild. Den har visuell magnitud +6,03 och är svagt synlig för blotta ögat vid god seeing.
Stjärnan upptäcktes den 24 maj 1791 av Wilhelm Herschel under en eftersökning av galaxer och infördes felaktigt som sådan i Herschels katalog. Herschel beskrev sin iakttagelse «A star 7.6m enveloped in extensive milky nebulosity. Another star 7m is perfectly free from such appearance”. Därför har den tidigare haft beteckningen NGC 5856 vilken numera kan ses som felaktig.